# 바솔로뮤 오그베체
바솔로뮤 우오그발로 오그베체(영어: Bartholomew Owogbalor Ogbeche, 1984년 10월 1일 ~ )는 나이지리아의 전 축구 선수로, 포지션은 스트라이커였다. 그는 인도 슈퍼리그 역사상 역대 득점왕이다.
프랑스 클럽 파리 생제르맹에서 선수 생활을 시작한 그는 아랍에미리트, 스페인, 그리스, 잉글랜드, 네덜란드 그리고 인도에서 클럽 축구를 했다. 그는 이전에 노스이스트 유나이티드와 케랄라 블래스터스에서 득점왕을 차지했던 인도 슈퍼리그의 하이데라바드의 역대 최고 득점자이다.
오그베체는 2002년 FIFA 월드컵에서 나이지리아를 대표했다.

## 구단 경력
오그베체는 오고자에서 태어났다. 아직 어린 시절, 그는 프랑스 리그 1의 파리 생제르맹과 계약을 맺었고, 2001-02년 시즌에 1군 무대에 데뷔했다. 그러나, 그는 허벅지 부상을 당했고, 동료 리그 팀인 바스티아와 메스에 6개월 임대로 두 번이나 임대되는 등 정착에 실패했다. 전자의 경우, 그는 2004년 3월 7일, 올랭피크 드 마르세유와의 안방 경기에서 4-1 득점을 기록했고, 코르시카는 1부 리그 1위를 차지했고, 2005년 6월, 파리 생제르맹을 영원히 떠났다.
아랍에미리트에서 잠시 활약한 뒤, 오그베체는 스페인으로 건너가 세군다 디비시온의 알라베스 소속으로 이적했다. 비록 그는 좋은 개인수를 기록했지만, 바스크 연고 팀은 라리가 복귀에 실패했지만, 그는 레알 바야돌리드라는 이전 리그의 다른 클럽에 합류했고, 2007년 8월 26일, 1-0으로 이긴 에스파뇰과의 원정 경기에서 데뷔 전을 치렀다(12분 출전).
2009년 8월 말, 두 시즌 동안 간헐적으로 사용된 후, 오그베체는 2부 리그의 안달루시아의 카디스와 1년 계약을 맺었다. 그는 팀 득점왕으로 시즌을 마쳤지만, 그들은 19위로 밀려났다.
그리스에서 1년을 카발라와 함께 보낸 뒤, 오그베체는 2011년 10월 18일, EFL 챔피언십의 미들즈브러에 입단하여 시즌이 끝날 때까지 계약을 맺었다. 그는 12월 17일, 카디프 시티와의 원정 경기에서 새 클럽에서 첫 골을 넣으며 3-2로 이겼다. 2012년 3월 5일, 그는 반즐리와의 홈 경기 막판에 교체로 들어가 루크 스틸을 제치고 최종 2-0으로 이겼다.
오그베체는 2014년 1월에 클럽과 국가들을 다시 옮겼고, 헤레스와 함께 스페인에서 아주 짧은 시간을 보낸 후 네덜란드의 캄뷔르와 계약을 맺었다. 그는 에레디비시 데뷔 전에서 한 골을 넣고 도움을 주었는데, 헤이렌베인의 홈경기에서 3-1 패배를 도왔다.
2018년 8월 25일, 오그베체는 노스이스트 유나이티드에 입단했다. 그는 10월 1일, 2-2로 비긴 고아와의 경기에서 한 골을 넣으며 인도 슈퍼리그 데뷔 전을 치렀다. 그 달 말, 그는 첸나이와의 경기에서 10분 만에 해트트릭을 달성한 첫 번째 선수가 되었다.
오그베체는 그 다음 해에도 케랄라 블래스터스(역대 최다 득점자가 되었으나 2023년 11월, 디미트리스 디아만타코스에 의하여 추월됨), 뭄바이 시티, 하이데라바드와 함께 인도 최고의 디비전에서 경쟁을 계속했다. 2022년 1월 31일, 그는 노스이스트 유나이티드와의 경기에서 49골로 대회의 역대 최다 득점자가 되었고, 하이데라바드는 결국 우승을 차지했고, 그는 또한 최고 득점자가 되었다.

## 국가대표팀 경력
17세부터 나이지리아 국가대표팀으로 활약한 오그베체는 2002년 FIFA 월드컵에 선발되었고, 조별 리그를 통과한 두 경기에 출전했다. 그는 2004년 5월 29일, 런던 찰턴에서 열린 아일랜드와의 친선 경기에서 국가대표로 3골 중 두 골을 넣었다.